# L'Idylle de la radio

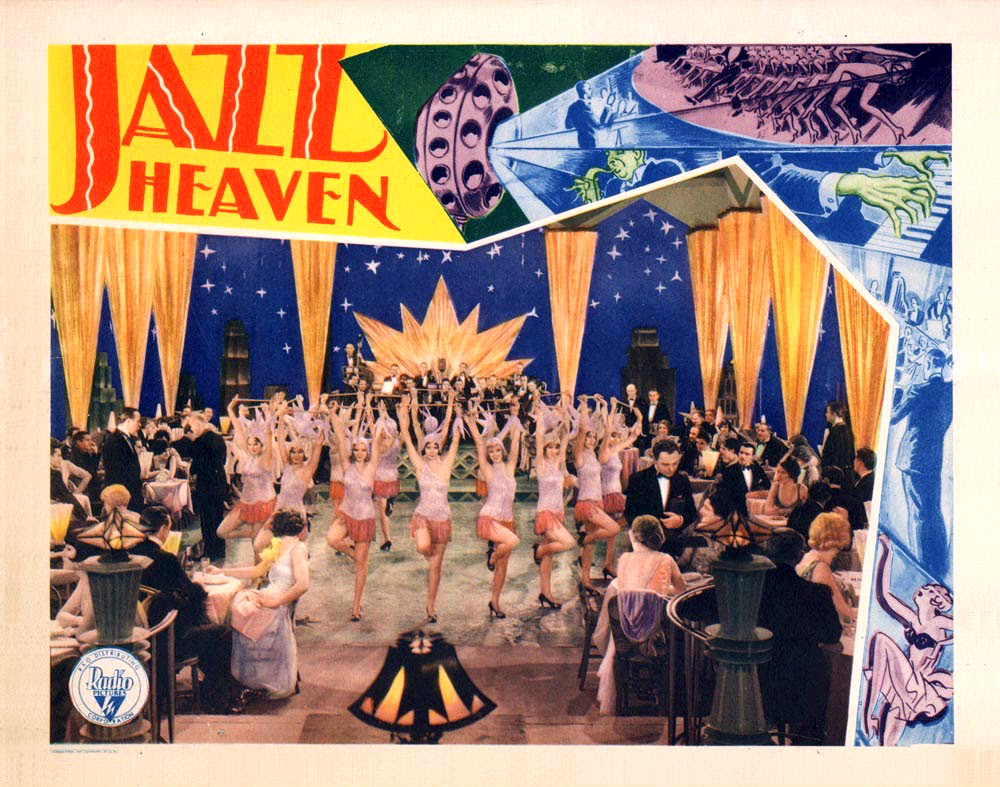
Carte promotionnelle du film.

L'Idylle de la radio (titre original : Jazz Heaven) est un film américain pré-Code réalisé par Melville W. Brown, sorti en 1929.

## Synopsis
Barry Holmes est un auteur-compositeur pauvre du sud des États-Unis qui se rend à New York pour y réussir, emportant avec lui son bien le plus précieux, son piano. Il séjourne dans une pension gérée par Mme Langley, qui insiste pour que sa maison soit toujours gérée avec la plus grande bienséance. Une jeune femme, Ruth Morgan vit dans la chambre voisine de celle de Holmes. Une nuit, il dérange toute la pension alors qu'il essaie de terminer sa chanson Someone. Il n'arrive pas à trouver la fin, jusqu'à ce qu'il entende Ruth fredonner comment elle pense que cela devrait se terminer. Abasourdi, il se rend dans sa chambre et l'invite à revenir dans la sienne pour finir la chanson. Malheureusement, Mme Langley découvre les deux célibataires dans sa chambre et le met à la porte sans ménagement, avec l'intention de garder son piano en guise de paiement du loyer impayé.

## Fiche technique
- Titre original : Jazz Heaven
- Réalisation : Melville W. Brown
- Scénario : Myles Connolly, J. Walter Ruben
- Producteur : Myles Connolly
- Photographie : Jack MacKenzie
- Montage : Ann McKnight, George Marsh
- Musique : Sidney Clare, Oscar Levant
- Société de production : RKO Pictures
- Genre : Comédie[1]
- Durée : 68 minutes
- Date de sortie :
  - New York: 30 octobre 1929
  - États-Unis : 3 novembre 1929

## Distribution
- Sally O'Neil : Ruth Morgan
- Johnny Mack Brown : Barry Holmes
- Clyde Cook : Max Langley
- Joseph Cawthorn as Herman Kemple
- Albert Conti : Walter Klucke
- Blanche Friderici : Mrs. Langley
- Henry Armetta  : Tony